# Karl Skrzeczka
Karl Friedrich Skrzeczka (ur. 29 marca 1833 w Królewcu, zm. 20 maja 1902 w Berlinie-Steglitz) – niemiecki lekarz.

## Życiorys
Studiował na Uniwersytecie w Królewcu. Doktoryzował się w 1855 roku, od 1861 do 1865 jako powiatowy chirurg (Kreiswundarzt) i Privatdozent medycyny sądowej. Od 1865 profesor nadzwyczajny farmacji, od 1891 roku profesor zwyczajny. Profesor honorowy wydziału medycznego Uniwersytetu w Berlinie, gdzie od 1865 do 1875 roku nauczał medycyny sądowej, od 1875 do 82 zasiadał w berlińskim Polizeipräsidium jako radca stanu (Regierungsrat) i radca sanitarny (Medizinalrat). Od 1882 roku tajny radca sanitarny (Geheimer Medizinalrat) i od 1888 roku naczelny tajny radca sanitarny (Geheimer Obermedizinalrat) w Pruskim Ministerstwie Religii, Edukacji i Medycyny (Preußisches Ministerium der geistlichen-, Unterrichts- und Medizinalangelegenheiten). W 1898 roku z powodów zdrowotnych złożył wniosek o rezygnację z piastowanych funkcji. Zmarł w 1902 roku.

## Wybrane prace
- Kindesmord (J. Maschka, Handb. der gerichtl. Med., I, Tuebingen, 1881)
- Generalbericht über das Medicinal- und Sanitätswesen der Stadt Berlin in den Jahren 1879 u. 1880 (Berlin 1882)